# John S. Harris
John S. Harris (Truxton, 1825. december 18. – Butte, 1906. január 25.) az Amerikai Egyesült Államok szenátora (Louisiana, 1868–1871).